# کین نریمان
«کین نریمان» داستانی پهلوانی دارای ۱۷۷ بیت در ملحقات شاهنامه است. رستم به فرمان زال به خونخواهی نیای خود، نریمان، در جامهٔ بازرگانان و با بار نمک که برای دژنشینان کالایی عزیز بود، همراه با کاروانی از تجار آهنگ دژ سپندکوه کرد. چون به درون دژ راه یافت، پس از آگاهی بر همهٔ راه‌های دژ و اسرار دژنشینان در فرصتی مناسب سلاح خویش از میان بار نمک بیرون کشید و بر آنان شبیخون زد و سران دژ را از پای درآورد و با غنیمت بسیار پیروزمندانه به نزد زال بازگشت.